# クレブシエラ属
クラブシエラ属(Klebsiella Trevisan)は土壌や水中に生息するグラム陰性通性嫌気性桿菌で真正細菌の一属。属名はドイツの病理学者エドヴィン・クレープスに因む。
運動性はなく莢膜を有する。GC比は53から58で体温付近で最も増殖する。クエン酸、ラクトース、ソルビトール、シアン化カリウム、ムコン酸が代謝可能で一部の菌は酒石酸も利用できる。フォーゲス・プロスカウエルテストは陽性で窒素を固定する能力を持つ。